# Арапи у Србији
Арапи у Србији су углавном исељеници из низа арапских земаља, посебно Либије, Либана, Сирије, Палестине, Ирака и Јордана; као и мале групе из Египта, Алжира, Туниса, Марока и Судана. Држављани Либана и Сирије били су први Арапи који су стигли у модерну Србију. Током 1970-их и 1980-их, на Универзитет у Београду уписано је много студената из Ирака и Сирије. У скорије време, као резултат арапског пролећа и грађанског рата у Сирији, велики број Арапа пролази кроз Србију као избеглице, покушавајући да емигрира у западну Европу.

## Либијски држављани
У Србији постоји мала заједница Либијаца, углавном у Београду. Од 1997. године у Београду постоји Либијска школа, која се од 2012. године проширила како би опслужила заједницу.

## Ирачки држављани
Већина Ирачана у Србији су образовани људи, а Србију виде као „пријатељску и братску“ земљу.

## Сиријски држављани
До прве половине 2013. године азил у Србији затражило је 432 држављана Сирије.

## Култура
Чланови заједнице се придржавају ислама (видети и Ислам у Србији) и источног хришћанства.

## Људи
- Мухамед Јусуфспахић, муфтија, рођен у Београду; Отац Бошњак и мајка Египћанка.[7]
- Јосиф Ал Саид, ММА борац,[8] рођен у Београду; Отац Јорданац и мајка Српкиња.
- Амјад Мигати, српски политичар и члан Српске радикалне странке;[9] Јордан.
- Недал Халил, бизнисмен и извршни директор компаније Аман;[10] Јордан.
- Мохамед Дахлан, политичар и бивши вођа Фатаха у Гази, Палестина.
- Џавад Алдроуби, лекар рођен у Сирији. Студирао медицину на Универзитету у Новом Саду, специјализација на педијатрији.